# Leptodactylodon bueanus
Leptodactylodon bueanus là một loài ếch thuộc họ Astylosternidae.
Đây là loài đặc hữu của Cameroon.
Môi trường sống tự nhiên của chúng là rừng ẩm vùng đất thấp nhiệt đới hoặc cận nhiệt đới, sông ngòi, và rừng thoái hóa nghiêm trọng.
Chúng hiện đang bị đe dọa vì mất môi trường sống.